# نماد شاخ

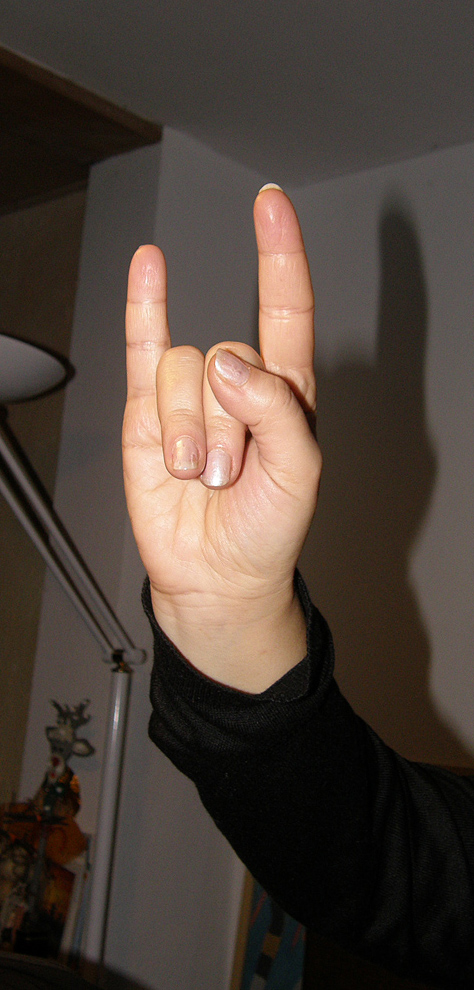
نمایش نماد شاخ

نماد شاخ (به انگلیسی: Sign of the horns) به شیوهٔ قرار گرفتن انگشتان یک دست به‌صورتی گفته می‌شود که انگشت اشاره و کوچک باز بمانند و دو انگشت میانی به حالت مُشت جمع شوند. این فرم به‌خصوص ریشه در فرهنگ اهالی کشورهای مدیترانه‌ای دارد و نزد مردمان فرهنگ‌های گوناگون معانی مختلف دارد.

## معنای خرافی
در ایتالیا و کشورهای مدیترانه‌ای هنگام بدبیاری‌ها، از این علامت  برای دور کردن بخت بد استفاده می‌کنند. همچنین از این نماد برای گریز از چشم زخم استفاده می‌شود. در این کاربرد، انگشتان دست باید به سمت پایین نشانه بروند.

## رواج در موسیقی راک و متال
نماد شاخ یکی از نمادهای موسیقی هوی متال و راک هم هست. این علامت جایگاه ویژه‌ای در میان هواداران این سبک‌ها دارد تا جایی که آن‌ها در هنگام دیدار همدیگر، این علامت را به هم نشان می‌دهند یا در کنسرت‌ها دست‌های خود را بلند می‌کنند و این نماد را نشان می‌دهند.
بر طبق روایتی اولین بار رونی جیمز دیو، خوانندهٔ افسانه‌ای راک، این علامت را ترویج داد و روایتی دیگر این چنین بیان می‌کند که «نماد شاخ» در اصل به خاطر جلد آلبوم «تفنگ عشق» از گروه کیس بوده‌است.

## دست شیطان یا دست شاخدار
در تفکر شیطان‌پرستان، شیطان شاخدار است و در برخی ارتباطات با حرکت دست خود، شیطان را نمایش می‌دهند.

## تفاسیر دیگر
دست شاخدار حرکتی است که باید در تفسیر آن بسیار محتاطانه عمل کرد، زیرا معانی دیگری نیز دارد. مثلاً در زبان اشاره این علامت به‌معنای دوست داشتن و احترام‌گذاردن است. در میان ترک‌ها (از ترک‌های اویغوری تا ترک زبانان آذربایجانیان و ترکیه) نیز علامتی مشابه به عنوان نماد بوزقورد (گرگ خاکستری) که نماد پانترکیسم است به‌کار می‌رود.